# همه در مورد جیمی صحبت می‌کنند
همه در مورد جیمی صحبت می‌کنند (به انگلیسی: Everybody's Talking About Jamie) یک فیلم درام و موزیکال آماده اکران به کارگردانی جاناتان بوترل (در اولین کارگردانی بلند خود) از فیلمنامه‌ای به قلم تام مک ری که بر اساس نمایش موزیکال صحنه‌ای به همین نام ساخته شده‌است. در این فیلم مکس هاروود، سارا لانکاشایر، لورن پاتل، شوبنا گولاتی، رالف اینسون، عدیل اختر، ساموئل بوتوملی، شارون هورگان و ریچارد ای گرانت به ایفای نقش پرداخته‌اند.
فیلم همه در مورد جیمی صحبت می‌کنند قرار است در ۱۷ سپتامبر ۲۰۲۱ توسط کمپانی آمازون استودیوز منتشر شود.

## داستان
جیمی نیو ۱۶ ساله است او به جای اینکه به دنبال یک حرفه «واقعی» برود، رؤیای ملکه درگ شدن دارد. جیمی که از آینده خود مطمئن نیست، یک چیز را به‌طور قطع می‌داند: او احساساتی خواهد شد. جیمی با حمایت مادر مهربان و دوستان شگفت‌انگیز خود بر پیش داوری غلبه می‌کند، قلدرها را می‌زند و از تاریکی به کانون توجهات می‌رود.

## تولید
فیلم‌برداری اصلی در ۲۴ ژوئن ۲۰۱۹ در شفیلد، یورک‌شر جنوبی، انگلیس آغاز شد.